# Dutch Open 1935
Die Dutch Open 1935 im Badminton fanden Anfang Januar 1935 im Nutszaal in Den Haag statt.

## Sieger und Platzierte
| Disziplin    | Gold                      | Silber                                  | Bronze                           |
| ------------ | ------------------------- | --------------------------------------- | -------------------------------- |
| Herreneinzel | Sven Strømann             | Edward H. den Hoed jr.                  | K. Sandvad                       |
| Herreneinzel | Sven Strømann             | Edward H. den Hoed jr.                  | J. M. de Haas                    |
| Dameneinzel  | Tonny Olsen               | Bodil Clausen                           | Co Jansen                        |
| Dameneinzel  | Tonny Olsen               | Bodil Clausen                           | Annie W. Ernst                   |
| Herrendoppel | K. Sandvad Sven Strømann  | Edward H. den Hoed jr. J. P. H. Woltman | O. Koch A. Kempers               |
| Herrendoppel | K. Sandvad Sven Strømann  | Edward H. den Hoed jr. J. P. H. Woltman | Ir. G. Schoorel W. Karsten       |
| Damendoppel  | Bodil Clausen Tonny Olsen | Co Jansen Annie W. Ernst                | A. Ernst L. van der Laan         |
| Damendoppel  | Bodil Clausen Tonny Olsen | Co Jansen Annie W. Ernst                | K. Voorwinden C. van der Assen   |
| Mixed        | K. Sandvad Tonny Olsen    | Sven Strømann Bodil Clausen             | Edward H. den Hoed jr. Co Jansen |
| Mixed        | K. Sandvad Tonny Olsen    | Sven Strømann Bodil Clausen             | J. P. H. Woltman Annie W. Ernst  |

## Finalergebnisse
| Disziplin    | Sieger                    | Finalist                                | Ergebnis           |
| ------------ | ------------------------- | --------------------------------------- | ------------------ |
| Herreneinzel | Sven Strømann             | Edward H. den Hoed jr.                  | 5–15, 15–14, 15–13 |
| Dameneinzel  | Tonny Olsen               | Bodil Clausen                           | 14–10, 14–6        |
| Herrendoppel | K. Sandvad Sven Strømann  | Edward H. den Hoed jr. J. P. H. Woltman | 15–8, 15–13        |
| Damendoppel  | Bodil Clausen Tonny Olsen | Co Jansen Annie W. Ernst                | 15–8, 15–2         |
| Mixed        | K. Sandvad Tonny Olsen    | Sven Strømann Bodil Clausen             | 15–12, 17–16       |